# Artéria colateral radial
A artéria colateral radial é uma artéria que vasculariza o membro superior.